# Sterphus coarctatus
Sterphus coarctatus är en tvåvingeart som först beskrevs av Christian Rudolph Wilhelm Wiedemann 1830.  Sterphus coarctatus ingår i släktet Sterphus och familjen blomflugor. Inga underarter finns listade i Catalogue of Life.